# 虎斑鞭尾鯙
虎斑鞭尾鯙，為輻鰭魚綱鰻鱺目鯙亞目鯙科的其中一種，分布於印度太平洋區，從東非至社會群島，中東太平洋的墨西哥、哥斯大黎加、巴拿馬海域，棲息深度可達3公尺，本魚體色從淡黃色至紅棕色，體具有鑲黃邊的黑斑，體長可達120公分，為底棲性魚類，棲息在潟湖及臨海礁石，屬肉食性，生活習性不明，可作為觀賞魚。

## 擴展閱讀
維基物種上的相關：虎斑鞭尾鯙